# Certificate in Advanced English
Certificate in advanced English (сокр. англ. CAE) — экзамен по английскому языку, разработанный и проводящийся подразделением ESOL (English for Speakers of Other Languages) Кембриджского университета. Разработан и впервые представлен в 1991 году. Сертификат соответствует уровню C1 Шкалы Совета Европы. Является «промежуточным» между экзаменами FCE и CPE. Срок действия сертификата не ограничен.

## Формат и содержание экзамена
Экзамен состоит из 5 частей — Reading, Writing, Use of English, Listening, Speaking. В 2008 году содержание экзамена было подвергнуто серьёзным изменениям.

### Reading
Содержит 5 заданий. Общее количество вопросов — 34, максимальное количество баллов - 50..

#### Задание 1
Представляет собой текст с восемью пропусками, для заполнения которых предложены 4 варианта. Каждый правильный ответ оценивается 1 баллом. 

#### Задание 2
Представляет собой текст, к которому поставлены 6 вопросов, имеющих 4 варианта ответа. Каждый правильный ответ оценивается в 2 балла.

#### Задание 3
Представляет собой текст, который состоит из 4 рецензий разных авторов на одну и ту же тему (фильм, книга, выставка, статья в газете и т.д.) и 4 вопросов к тексту, выражающих согласие или несогласие одного из авторов с мнением остальных или кого-то в отдельности. Каждый правильный ответ оценивается в 2 балла.

#### Задание 4
Представляет собой текст, разбитый на параграфы. 6 параграфов пропущено. Экзаменуемому предлагаются эти параграфы в неправильном порядке. Задача — заполнить пропуски в правильном порядке. Один параграф является лишним. За каждый правильный ответ (всего их 6) выставляется 2 балла.

#### Задание 5
Представляет собой 10 утверждений, которые необходимо отнести к одной из частей текста или одному из коротких текстов (обычно 4—6 текстов или частей текста). Каждый правильный ответ оценивается 1 баллом.

### Writing
Содержит два задания, на выполнение которых отводится 90 минут.

#### Задание 1
Экзаменуемому предлагается небольшой фрагмент текста (письма, вырезки из газеты, рекламы и т. п.), содержащий до 150 слов. Используя данную информацию, требуется написать статью, письмо, отчёт или проект-предложение. Письменный ответ должен содержать 180—220 слов.

#### Задание 2
Необходимо выполнить одно задание из 4 на выбор. Задания могут требовать написание статьи, конкурсного проекта (competitional letter), обзора, статьи, отчёта, проекта-предложения, эссе, информационного листка.
Одно из заданий (номер 5) базируется на основе одной из двух книг, предложенной к прочтению экзаменуемым. Список книг публикуется на официальном сайте экзамена в начале года и остается неизменным в течение всего года. Задание может представлять собой статью, обзор или эссе.

### Use Of English
Часть, в которой проверяется владение английской грамматикой. Содержит 5 заданий. На выполнение отводится 1 час.

#### Задание 1
Представляет собой текст с 12 пропусками. Необходимо заполнить пропуски выбрав 1 из 4 вариантов. Каждый правильный ответ оценивается 1 баллом.

#### Задание 2
Представляет собой текст с 15 пропусками. Необходимо заполнить пропуски. Варианты ответа не предлагаются. Каждый правильный ответ оценивается 1 баллом.

#### Задание 3
Представляет собой текст с 10 пропусками. К каждому пропуску предложено слово, которое необходимо как-то изменить (формой, временем, наклонением, сделать другое слово на основе данного и пр), чтобы заполнить пропуск. Каждый правильный ответ оценивается 1 баллом.

#### Задание 4
Представляет собой 5 вопросов. В каждом предложено 3 предложения с 1 пропущенным словом. Во всех трёх пропущенное слово — омоним (одинаковое по написанию, но разное по значению). Каждый правильный ответ оценивается 2 баллами.

#### Задание 5
Представляет собой 8 вопросов. В вопросе предлагаются два предложения, одинаковых по смыслу. Во втором предложении пропущена часть слов. Предлагается также одно слово. Необходимо используя от 3 до 6 слов, включая данное и не изменяя его, заполнить пропуск так, чтобы второе предложение стало бы одинаковым по смыслу с первым. Правильный ответ может быть оценен 1 или 2 баллами в зависимости от полноты и степени правильности.

### Listening
Содержит 4 задания. Занимает около 40 минут.

#### Задание 1
3 коротких записи, к каждой из которых предлагается по два вопроса с выбором правильного ответа из 3 вариантов. Правильный ответ оценивается одним баллом.
В 2003 году это был монолог, из которого нужно было выудить детали (specific information) Запись звучала дважды. (Это единственное отличие от второго задания)

#### Задание 2
Кандидату предлагается текст с 8 пропусками. Предлагается заполнить пропуски, прослушав 3 минутный монолог. Правильный ответ оценивается одним баллом.
В этом задании монолог звучит дважды (правка с 2008 года). Вот официальная инструкция: A monologue lasting about two minutes. You must complete sentences or notes. You hear the recording twice.

#### Задание 3
Диалог, длящийся 4 минуты, к которому предложено 6 вопросов с выбором правильного ответа из 4 вариантов. Каждый правильный ответ оценивается 1 баллом.

#### Задание 4
5 монологов, связанных одной темой. Предлагается лист из 10 утверждений. К каждому из утверждений необходимо отнести одного из говорящих (по 2 утверждения на 1 монолог). Может быть другой вариант: ответить на 2 multiple choice questions по каждому высказыванию. Каждый правильный ответ оценивается 1 баллом. Это задание проверяет понимание того, кто говорит, что они хотят сказать, как относятся к сообщаемому. Запись звучит дважды.

### Speaking
Содержит 4 задания. Задания выполняются парой кандидатов. Если остается нечётное число кандидатов, то могут быть сформированы тройки. При этом каждый кандидат оценивается независимо от другого. Время, которое занимает часть — 15 минут. Если задания выполняются тройкой кандидатов, то время пропорционально увеличивается. Эта часть оценивается двумя экзаменаторами, один из которых ведёт беседу, другой — выставляет оценки по критериям.

#### Задание 1
Кандидаты отвечают на вопросы экзаменатора, рассказывают о себе. На это задание отводится 3 минуты.

#### Задание 2
Первому кандидату предъявляется несколько цветных изображений (от 2 до 5) и задаётся вопрос. Он должен ответить на него за 1 минуту. Затем второго кандидата просят ответить на другой вопрос, используя информацию, которую он услышал (обычно вопрос в виде согласия или не согласия). На это отводится 30 секунд. Затем кандидаты меняются местами.

#### Задание 3
Кандидатам предъявляется ряд изображений и ставится два вопроса, один из которых требует прийти к некоему общему решению (напр: что будет лучше для…). Кандидаты должны ответить на вопросы в ходе совместного обсуждения. На задание отводится 4 минуты.

#### Задание 4
Кандидаты отвечают на вопросы и обсуждают более глубоко тему, заявленную в задании 3. На это отводится 4 минуты.

## Оценка работ
Каждая из частей имеет своё количество баллов за задания, но в итоге все баллы приводятся к 40 по формуле:
(Баллы, набранные кандидатом × 40) ÷ максимально возможное число баллов.

### Соотношение баллов и итоговой оценки
Каждая из частей оценивается отдельно, но все части дают по 20 % в общую оценку. Даже если одна часть сдана плохо, кандидат имеет шансы сдать весь экзамен в целом и получить сертификат.
Кандидат, набравший от 60 до 74 % получает оценку C (pass).
Кандидат, набравший от 75 до 79 % получает оценку B. Кандидат, набравший от 80 % и более получает оценку А.
Сертификат не выдается, если кандидат набирает менее 60 %. Однако оценка выставляется — 55—59 % — D, и менее 55 — E.

## Признание сертификата
Сертификат признаётся многими работодателями и рядом университетов в Великобритании. Кроме того, сертификат признается Британской пограничной службой (UKBA) как удостоверяющий достаточное знание английского языка при подаче документов на иммиграционную визу Tier 1 (до закрытия программы) и на студенческую визу Tier 4.

## Центры тестирования
До 2007 года в России за приём экзаменов отвечал Британский совет, однако после закрытия учебного центра Британского Совета в России были аккредитованы ряд известных языковых школ.